# Блакац

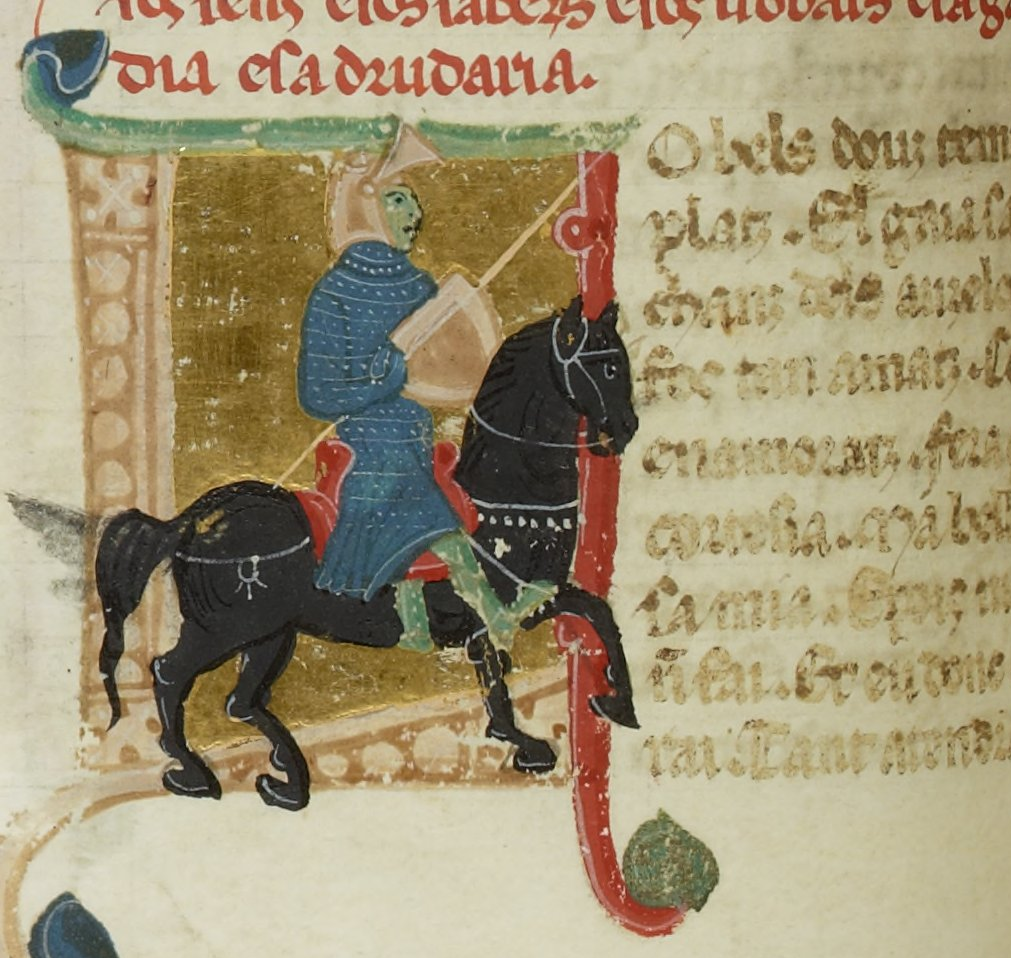
Рыцарь Блакац на миниатюре XIII века

Блакац или  Блака де Блака III (1165-1236/1237), сеньор Опса (ныне департамент Вар), трубадур и покровитель трубадуров. Сордель сочинил плач (planh) на его смерть Planher vol En Blacatz en aquest leugier so, приглашая правителей того времени разделить и съесть сердце Блаказа и, таким образом, приобрести часть его храбрости.
Отец трубадура Блакассета.